# Wang Ping (directora de cinema)
Wang Ping (xinès tradicional: 王蓱, xinès simplificat: 王萍, pinyin: Wáng Píng; Nanjing, 1916 - 1990) fou una directora de cinema xinesa. Considerada com la primera directora de la República Popular de la Xina i una exponent del realisme socialista dels anys 50 i 60.

## Biografia
Wang Ping, de nom real Wang Guangzhen, va néixer el 2 de setembre de 1916 a Nanjing, província de Jiangsu (Xina). Es va graduar a l'Escola Normal de Nanjing, on va conèixer diverses figures destacades de l'escena teatral i artística, com el futur director Shui Hua (水 华). El 1934, al final dels estudis, va treballar de mestra. Va començar a actuar al teatre amb el nom artístic Wang Ping.
El 1934 a la Xina es va posar en marxa el "Moviment per la nova vida" impulsat pel Guomindang de Chiang Kai-sek i la seva esposa Soong Mei-ling. Els principis d'aquest moviment van fer que el 1935 Wang Ping fos acomiadada de l'escola per interpretar el paper de "Nora Helmer" en l'obra "Casa de nines" d'Ibsen i la prohibició de tornar a un lloc docent en qualsevol escola de la ciutat.

#### Carrera d'actriu
Després va ser contractada com a actriu per la productora 西北 影业 公司 (Northwest Film Company). La primera pel·lícula que va protagonitzar va ser 无限 生涯, amb un guió del dramaturg d’esquerres Song Zhide (宋 之 的) amb qui posteriorment es va casar.
L'esclat de la Segona Guerra sinojaponesa, la va motivar a participar en l'activisme d'esquerres. Va recórrer el país actuant en obres d'índole política que donaven suport a la resistència xinesa abans d'establir-se a Xangai després que la guerra acabés en 1945. El feminisme liberal d'esquerra va esdevenir una gran influència per Wang i va ser una gran partidària de la revolució comunista. Va treballar estretament amb el Partit abans de la revolució i després de l'establiment de la República Popular de la Xina.
Després de la guerra va trobar treball com a actriu de repartiment en Kunlun Film Company, una companyia amb seu a Xangai que va produir importants pel·lícules d'esquerres a finals de la dècada de 1940. Durant aquest període Wang participaria a The Spring River Flows East (一 江 春水 向東流) de Zheng Junli i Cai Chuseng i Eight Thousand Li of Cloud and Moon (八千 里 路 雲 和 月) de Shi Dongshan, considerades com unes de les pel·lícules més influents de cinema xinès. El 1948 participaria en The Lights of Ten Thousand Homes (萬家燈火) i Spring Light that Can not be Shut Out (关不住 的 春光), mentre que a l'any següent ho faria en Three Women (麗人 行), un dels treballs més representatius del seu director, Chen Liting.

#### Carrera com directora
El seu suport i treball per a la causa comunista va fer que el 1950 entrés a treballar a el Departament de Cinema de l'Ministeri de Cultura xinès, i poc després fitxaria pel August First Film Studio, que la va nomenar directora de cinema -i de què arribaria a ser vice -presidenta.
La majoria de les seves pel·lícules, són obres per la proclamació del règim, d’alguns dels seus èxits o de certs episodis revolucionaris, d’acord amb les directrius i orientacions ideològiques del moment, com la majoria de les obres produïdes per August Films.
El 1956, va dirigir la seva primera pel·lícula 冲破 黎明前 的 黑暗 (Breaking the Darkness Before Dawn) però va ser la segona del 1957, 柳 堡 的 故事 (The Story of Liubao Village) que va ser el seu primer èxit.
El 1963 va rebre el Premi de les Cent Flors al millor director per Locust Tree Village. El 1966, va dirigir "Youth is Like Fire". El 1976 va codirigir "Long March Suit" amb Huang Baoshan. El 1968 va exercir com a ajudant de direcció de la pel·lícula d'arts marcials "The Laughing Man". El 1978, va dirigir el drama 我们 是 八路军 (We are the Eighth Route Army). El 1985 va dirigir la pel·lícula 中国 革命 之 歌 (The Song of the Chinese Revolution), dedicada al 35è aniversari de la fundació de la República Popular de la Xina, i que va guanyar el Premi Especial dels 6è Premis Gall Daurat (Jingji Jiang) a la pel·lícula xinesa.
El 76è Festival Internacional de Cinema de Canes de 2023 va programar dos films de Wang: « Youth / Spring » (青春) en la secció de competició i « Man in Black » (黑衣人) en la secció especial.

## Filmografia

#### Com actriu
| Any  | Títol en anglès                     | Títol xinès         | Paper            |
| 1947 | The Spring River Flows East         | 一 江 春水 向 東流  |                  |
| 1947 | Eight Thousand Li of Cloud and Moon | 八千 里 路 雲 和 月 | Veïna de Jiangxi |
| 1948 | Myriad of Lights                    | 萬家燈火            | Senyora Chen     |
| 1948 | Caged Spring                        | 关不住 的 春光      | Senyoreta Li     |
| 1949 | Women Side by Side                  | 麗人 行             |                  |

#### Com directora
| Any  | Títol anglès                                   | Títol xinès                    |
| 1953 | Héchuān jìngōng                                | 河川 进攻                      |
| 1953 | Qí jiànhuá sùchéng shìzì fǎ                    | 祁建华 速成 识字 法            |
| 1956 | Darkness before Dawn                           | 冲破 黎明前 的 黑暗            |
| 1957 | The Story of Liubao Village                    | 柳 堡 的 故事                  |
| 1958 | Eternal Wave                                   | 永不 消逝 的 电波              |
| 1960 | Měng lóng shā                                  | 勐 胧 纱                       |
| 1962 | Locust Tree Village                            | 槐树 庄                        |
| 1964 | Sentinels under the Neon Lights                | 霓虹灯 下 的 哨兵              |
| 1965 | The East is Red (L'Orient és roig (pel·lícula) | 東方 紅                        |
| 1966 | Youth Red as Fire                              | 青春 红 似火                   |
| 1974 | Sparking Red Star                              | 闪闪 的 红星                   |
| 1976 | Long March Suit                                | 长征 组 歌 —— 红军 不怕 远征难 |
| 1978 | We are the Eighth Route Army                   | 我们 是 八路军                 |
| 1985 | The Song of the Chinese Revolution             | 中国 革命 之 歌                |